# Alicante (pokrajina)
Alicante (katalonsko Alacant) je provinca v jugovzhodni Španiji ob Sredozemskem morju in tvori najjužnejši del avtonomne skupnosti Valencije. Meji na Murcio na jugozahodu, provinco Albacete na zahodu in Valencijo na severu.
Glavno mesto je istoimenski Alicante.